# Huis ten Berghe

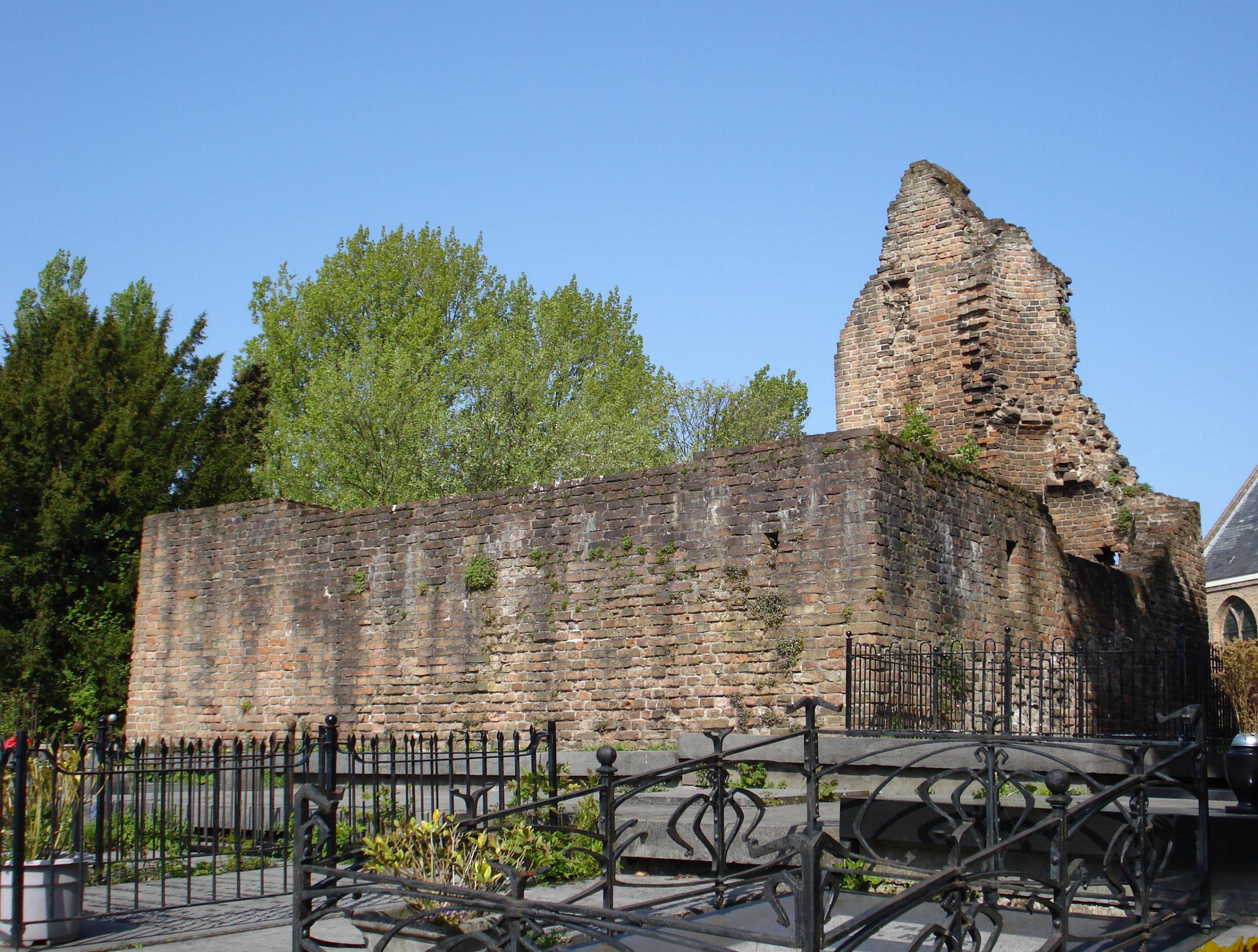
Foto van de ruïne.

Het Huis ten Berghe (ook bekend als kasteel van Hillegersberg) is een ruïne van een 13e-eeuwse kasteelwoontoren. Het is gelegen midden op het tegenwoordige kerkhof van de Hillegondakerk (Kerkstraat 43 in Rotterdam-Hillegersberg). Het kasteel is waarschijnlijk in de 13e eeuw gebouwd op een zandlaag, waarna een heuvel werd opgeworpen. De woontoren had een afmeting van 10 bij 10 meter. Hoewel niet met zekerheid te zeggen, is het kasteel mogelijk gesticht door Willem II van Holland.
In 1426 werd het kasteel verwoest door de troepen van Jacoba van Beieren. Het bouwwerk is in september 1973 aangewezen als rijksmonument.
Abbenbroek · Abspoel · Adegeest · Slot Alkemade ·  Altena · Arkelsburg · Bellesteyn · Huis ten Berghe · Binckhorst · Binnenhof · Blijdestein · Te Blotinghe · Boekenburg · Boekhorst · Boshuysen · Bulgersteyn · Burcht (Leiden) · Burcht (Voorne) · Slot Capelle · Coebel · Cranenburg · Crayestein · Cronesteyn · Crooswijk · Develstein · 't Huys Dever · Dirks Steenhuis · Ter Does · Duivenstein · Duivenvoorde · Endegeest · Endepoel · Foreest · Giessenburg · Gravensteen · Groot Haesebroek · 's Heeraartsberg · Hof van Wateringen · Holy · Slot Honingen · Kasteel van de Heren van Arkel · Kasteel van Gouda · Keenenburg · Kasteel Keukenhof · Klein Poelgeest · Huis te Langerak · Langestein · Huis te Liesveld · Ter Lips · De Loo · Madeburcht · Marenburch · Meerburg · Huis te Merwede · Huis ter Mey · Kasteel van der Meye · Niemandsvriend · Noordeloos · Oud-Berendrecht · Oud-Poelgeest · Oud Teylingen · Paddenpoel · Persijn · Groot Poelgeest · Hof van Putten · Puttensteyn · Landgoed De Raephorst · Kasteel Ravesteyn · Kasteel van Rhoon · Rijnegom · Rijnenburg · Huis te Riviere · Rodenburg · Hofstad Rodenrijs · Rodenrijs · Rosenburgh · Huis Roucoop · Santhorst · Schelluinderberg · Schonenburg · Kasteel van Schoonhoven · Souburgh · Spangen · Starrenburg · Huis ter Specke · Steenvoorde · Stenevelt · Slot Teylingen · Den Toll · Torenvliet · Slot Valckesteyn · Huis ter Waard · Warmont · Ter Weer · Hof van Wena · Kasteel Westerbeek · Huis te Woude · Kasteel van IJsselmonde · 't Zand · Huis Zevender · Kasteel aan de Zevender · Zijlhof · Zonneveld · Huis Zuidwijk · Zwieten